# Federazione di rugby a 15 di Saint Lucia
La Federazione di rugby a 15 di Saint Lucia (in inglese St. Lucia Rugby Football Union ) è l'organo che governa il rugby a 15 a Saint Lucia.
Affiliata a World Rugby, è inclusa fra le nazionali di terzo livello senza esperienze di Coppa del Mondo.